# Arita (geslacht)
Arita is een geslacht van vlinders uit de familie van de dikkopjes (Hesperiidae).

## Soorten
Deze lijst van 3 stuks is mogelijk niet compleet.
- A. arita (Schaus, 1902)
- A. mubevensis (Bell, 1931)
- A. serra (Evans, 1955)